# دوميترو أنتونيسكو
دوميترو أنتونيسكو (بالرومانية: Dumitru Antonescu)‏ هو لاعب كرة قدم روماني في مركز الدفاع، ولد في 25 مارس 1945 في كونستانتسا في رومانيا، وتوفي بنفس المكان في 25 أبريل 2016. شارك مع منتخب رومانيا لكرة القدم. أما مع النوادي، فقد لعب مع ستيوا بوخارست وفارول كونستانتسا.

## هوامش
1. ↑  The statistics for the دوري الدرجة الثانية الروماني 1978–79 [الإنجليزية]‏, دوري الدرجة الثانية الروماني 1979–80 [الإنجليزية]‏ and دوري الدرجة الثانية الروماني 1980–81 [الإنجليزية]‏ seasons are unavailable.

## وصلات خارجية
- دوميترو أنتونيسكو على موقع قاعدة بيانات كرة القدم.إي يو (الإنجليزية)
- دوميترو أنتونيسكو على موقع ناشيونال فوتبول تيمز (الإنجليزية)
- دوميترو أنتونيسكو على موقع عالم كرة القدم.نت (الإنجليزية)